# Nushabe Elesgerli
Nushabe Elesger qizi Hummetova (en azerí: Nüşabə Ələsgər qızı Hümmətova; Şəki, 21 de diciembre de 1967) es cantante y actriz de Azerbaiyán, Artista de Honor de Azerbaiyán desde 2015.

## Biografía
Nushabe Elesgerli nació el 21 de diciembre de 1967 en Şəki. En 1976 se mudó con su familia a Sumqayit. En 1982 ingresó en el colegio de música en nombre de Soltan Hajibeyov. Después de graduarse del colegio ingresó en la Academia de Música de Bakú en 1986. 
Es casada y tiene dos hijos.

## Carrera
Nushabe Elesgerli se unió a la Compañía Nacional de Canto y Danza de Azerbaiyán en 1990 y trabajó en el coro hasta 1995. En estos años dio conciertos en muchos países extranjeros: Turquía, Egipto, Noruega, Suecia, Dinamarca, Alemania. Mientras trabajaba en la Compañía Nacional de Canto y Danza, también comenzó su carrera en solitario. Grabó varias canciones con el equipo dirigido por Rafig Babayev. Nushabe Elesgerli también trabajó en el conjunto instrumental "Koroghlu" con la invitación del director Etibar Gasimov y dio un concierto por primera vez en el escenario de la Filarmónica Estatal de Azerbaiyán en 1991. En 1998 comenzó a trabajar como solista en la Compañía de Radio y Televisión de Azerbaiyán. 
Comenzó su carrera como profesora en la Universidad Estatal de Cultura y Arte de Azerbaiyán en 2011. En 2018 defendió su disertación "Características estilísticas de las obras de Shafiga Akhundova" y recibió el título de Doctorado en Historia del Arte.

## Premios y títulos
- Artista de Honor de Azerbaiyán (2013)[3]